# 전보배상
전보배상(塡補賠償)이란 이행에 갈음하는 손해의 배상을 뜻하는 민법용어이다. 채무가 이행되었다면 채권자가 얻었을 이익의 전부를 배상하는 것이다.

## 사례
이동통신사인 CT가 미국 매플사의 신형 마이폰 5를 철이에게 우선 개통해주기로 하고 철이가 약정을 하였는데 마이폰이 생산되는 중국에서 파업으로 인해 CT가 마이폰 5를 개통해줄 수 없자 CT가 철이에게 손해배상으로 100만원을 주는 것이 전보배상이 될 수 있다.

## 판례
- 당사자 일방의 채무가 원시적 이행불능이면 계약은 무효이므로 상대방은 계약체결에 있어서의 과실을 이유로 하는 신뢰이익 손해배상을 구할 수 있을지언정 이행에 대신하는 전보배상을 구할 수는 없고 또 후발적이행불능의 경우에 이행에 대신하는 전보배상은 이행불능이 된 시기의 손해액이다.[1]

### 전보배상액의 산정의 기준시점
- 이행지체에 의한 전보배상 청구에 있어서는 다른 특별한 사정이 없는한, 채권자는 채무자에게 상당한 기간을 정하여 그 본래의 의무 이행을 최고하고 그 이행이 없는 경우에 그 본래 의무의 이행에 대신하는 전보배상을 청구할 수 있고, 그 전보배상에 있어서의 손해액 산정의 표준시기는 원칙적으로 최고하였던 '상당한 기간'이 경과한 당시의 시가에 의하여야 한다[2]

## 같이 보기
- 대한민국 민법 제395조
- 지연배상
- 손해배상
- 신뢰이익

## 참고 문헌
대법원 1975.2.10, 선고, 74다584, 판결